# Vùng hải quân Maizuru

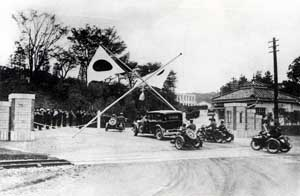
Thiên Hoàng Hirohito đến thăm sở chỉ huy Vùng Hải quân Maizuru, năm 1933

Vùng Hải quân Maizuru (舞鶴鎮守府 Maizuru chinjufu)là một trong bốn khu vực hành chính chính của Hải quân Đế quốc Nhật Bản trước chiến tranh thế giới. Lãnh thổ của nó bao gồm toàn bộ bờ Biển Nhật Bản từ miền bắc Kyūshū đến phía tây Hokkaidō.

## Lịch sử
Maizuru có tầm quan trọng về vị trí chiến lược và tiềm năng phát triển thành một cảng quân sự cho các hoạt động ở Biển Nhật Bản nhằm đối phó với Triều Tiên, Nga và thậm chí Trung Quốc đã sớm được Hải quân Đế quốc Nhật để ý. Trong quá trình tái tổ chức hành chính của Hải quân năm 1889, Maizuru được chỉ định làm chụ sở của Quân khu Hải quân thứ tư (第四海軍区 (Đại tứ Hải quân khu) dai-yon kaigunku), và cảng của nó được nạo vét, một đê chắn sóng được xây dựng và xưởng tàu cho các tàu chiến được thành lập.
Với cuộc chiến tranh Thanh-Nhật, cảng được củng cố bằng việc bổ sung pháo bờ biển hạng nặng. Tuy nhiên, các căn cứ hải quân tại Sasebo và Kure thuận tiện hơn về mặt địa lý cho Hải quân trong chiến tranh nên nhận được phần lớn sự tập chung và ngân sách của Hải quân. Mặc dù các cơ sở sửa chữa hải quân và các nhà máy đóng tàu của Quân xưởng Hải quân Maizuru được khai trương vào năm 1903, địa hình núi non quanh cảng Maizuru đã trở thành một trở ngại cho việc mở rộng, và khu vực này bị bỏ quên trở thành một cơ sở lỗ thời. Điều này tiếp tục đến tận Chiến tranh Nga-Nhật, bất chấp vị trí thuận tiện hơn của Maizuru gần trung tâm của cuộc xung đột đó. Trong thời kỳ hậu chiến, với Triều Tiên trong tay, và các mối đe dọa từ Nga và Trung Quốc đã giảm đi rất nhiều, đã có những cuộc thảo luận về việc đóng cửa cảng quân sự. Mặc dù Maizuru là một trong những xưởng đóng tàu quân sự lớn nhất ở Nhật Bản (chuyên đóng các tàu khu trục), Hiệp ước Hải quân Washington năm 1923 cũng giảm đáng kể nhu cầu xây dựng tàu chiến, và các cơ sở của nó phần lớn bị bỏ hoang cho đến năm 1936.
Với cuộc Chiến tranh Thái Bình Dương, Maizuru được mở cửa trở lại thành một khu vực tuyển quân, huấn luyện và hỗ trợ hậu cần. Nó cũng là căn cứ cho một trong các Lực lượng Đổ bộ đặc biệt Hải quân của Nhật và một Trạm Không quân Hải quân. Maizuru cũng là nơi đặt Học viện Kỹ thuật Hải quân Đế quốc Nhật Bản.
Ngày nay, khu vực này được sử dụng một phần làm các cơ sở của Lực lượng Phòng vệ Biển Nhật Bản. Họ còn bảo tồn một phần các cổng gạch đỏ nguyên bản và một vài tòa nhà làm bảo tàng lưu niệm.

## Danh sách chỉ huy

### Sĩ quan chỉ huy
| Số | Tên                 | Chân dung | Quân hàm                                    | Nhiệm kì             | Nhiệm kì             |
| Số | Tên                 | Chân dung | Quân hàm                                    | Bắt đầu              | Kết thúc             |
| -- | ------------------- | --------- | ------------------------------------------- | -------------------- | -------------------- |
| 1  | Tōgō Heihachirō     |           | Phó Đô đốc                                  | 1 tháng 10 năm 1901  | 19 tháng 10 năm 1903 |
| 2  | Hidaka Sōnojō       |           | Phó Đô đốc Đô đốc (sau 7 tháng năm 1908)    | 19 tháng 10 năm 1903 | 28 tháng năm 1908    |
| 3  | Kataoka Shichirō    |           | Phó Đô đốc Đô đốc (sau 1 tháng 12 năm 1910) | 28 tháng năm 1908    | 18 tháng 1 năm 1911  |
| 4  | Misu Sotarō         |           | Phó Đô đốc                                  | 18 tháng 1 năm 1911  | 25 tháng 9 năm 1913  |
| 5  | Yashiro Rokurō      |           | Phó Đô đốc                                  | 25 tháng 9 năm 1913  | 17 tháng 4 năm 1914  |
| 6  | Sakamoto Hajime     |           | Phó Đô đốc                                  | 17 tháng 4 năm 1914  | 13 tháng 12 năm 1915 |
| 7  | Nawa Matahachirō    |           | Phó Đô đốc                                  | 13 tháng 12 năm 1915 | 1 tháng 12 năm 1917  |
| 8  | Takarabe Takeshi    |           | Phó Đô đốc                                  | 1 tháng 12 năm 1917  | 1 tháng 12 năm 1918  |
| 9  | Nomaguchi Kaneo     |           | Phó Đô đốc                                  | 1 tháng 12 năm 1918  | 1 tháng 12 năm 1919  |
| 10 | Kuroi Teijirō       |           | Phó Đô đốc                                  | 1 tháng 12 năm 1919  | 16 tháng năm 1920    |
| 11 | Satō Tetsutarō      |           | Phó Đô đốc                                  | 16 tháng năm 1920    | 1 tháng 12 năm 1921  |
| 12 | Oguri Kozaburō      |           | Phó Đô đốc                                  | 1 tháng 12 năm 1921  | 1 tháng 4 năm 1923   |
| 13 | Saitō Hanroku       |           | Phó Đô đốc                                  | 1 tháng 4 năm 1923   | 1 tháng 6 năm 1923   |
| 14 | Hyakutake Saburō    |           | Phó Đô đốc                                  | 1 tháng 6 năm 1923   | 4 tháng 10 năm 1924  |
| 15 | Nakazato Shigeji    |           | Phó Đô đốc                                  | 4 tháng 10 năm 1924  | 1 tháng 6 năm 1925   |
| 16 | Furukawa Shinzaburō |           | Phó Đô đốc                                  | 1 tháng 6 năm 1925   | 10 tháng 12 năm 1926 |
| 17 | Ōtani Koshirō       |           | Phó Đô đốc                                  | 10 tháng 12 năm 1926 | 16 tháng 5 năm 1928  |
| 18 | Iida Nobutarō       |           | Phó Đô đốc                                  | 16 tháng 5 năm 1928  | 10 tháng 12 năm 1928 |
| 19 | Tosu Tamaki         |           | Phó Đô đốc                                  | 10 tháng 12 năm 1928 | 11 tháng 11 năm 1929 |
| 20 | Kiyokawa Junichi    |           | Phó Đô đốc                                  | 11 tháng 11 năm 1929 | 1 tháng 12 năm 1930  |
| 21 | Suetsugu Nobumasa   |           | Phó Đô đốc                                  | 1 tháng 12 năm 1930  | 1 tháng 12 năm 1931  |
| 22 | Ōminato Naotarō     |           | Phó Đô đốc                                  | 1 tháng 12 năm 1931  | 1 tháng 12 năm 1932  |
| 23 | Imamura Nobujirō    |           | Phó Đô đốc                                  | 1 tháng 12 năm 1932  | 15 tháng 9 năm 1933  |
| 24 | Hyakutake Gengo     |           | Phó Đô đốc                                  | 15 tháng 9 năm 1933  | 15 tháng 11 năm 1934 |
| 25 | Matsushita Hajime   |           | Phó Đô đốc                                  | 15 tháng 11 năm 1934 | 2 tháng 12 năm 1935  |
| 26 | Shiozawa Kōichi     |           | Phó Đô đốc                                  | 2 tháng 12 năm 1935  | 1 tháng 12 năm 1936  |
| 27 | Nakamura Kamezaburō |           | Phó Đô đốc                                  | 1 tháng 12 năm 1936  | 1 tháng 12 năm 1937  |
| 28 | Idemitsu Manbee     |           | Phó Đô đốc                                  | 1 tháng 12 năm 1937  | 15 tháng 11 năm 1938 |
| 29 | Katagiri Eikichi    |           | Phó Đô đốc                                  | 15 tháng 11 năm 1938 | 15 tháng 11 năm 1939 |
| 30 | Hara Gorō           |           | Phó Đô đốc                                  | 15 tháng 11 năm 1938 | 15 tháng 4 năm 1940  |
| 31 | Kobayashi Sōnosuke  |           | Phó Đô đốc                                  | 15 tháng 4 năm 1940  | 14 tháng 7 năm 1942  |
| 32 | Niimi Masaichi      |           | Phó Đô đốc                                  | 14 tháng 7 năm 1942  | 1 tháng 12 năm 1943  |
| 33 | Ōkawachi Denshichi  |           | Phó Đô đốc                                  | 1 tháng 12 năm 1943  | 1 tháng 4 năm 1944   |
| 34 | Makita Kakusaburō   |           | Phó Đô đốc                                  | 1 tháng 4 năm 1944   | 1 tháng 3 năm 1945   |
| 35 | Tayui Minoru        |           | Phó Đô đốc                                  | 1 tháng 3 năm 1945   | 30 tháng 11 năm 1945 |

### Tham mưu trưởng
- Phó đô đốc Bá tước Tokutarō Nakamizo  (1 tháng 10 năm 1901 – 12 tháng 3 năm 1902)
- Chuẩn đô đốc Ichirō Nijima  (12 tháng 3 năm 1902 – 10 tháng 5 năm 1905)
- Chuẩn đô đốc Shinjirō Uehara (10 tháng 5 năm 1905 – 7 tháng 4 năm 1906)
- Chuẩn đô đốc Arinobu Matsumoto (7 tháng 4 năm 1906 – 22 tháng 11 năm 1906)
- Phó đô đốc Suetaka Ijichi  (22 tháng 11 năm 1906 – 15 tháng 5 năm 1908)
- Đô đốc Bá tước Sadakichi Katō (15 tháng 5 năm 1908 – 9 tháng 4 năm 1910)
- Phó đô đốc Kensuke Wada  (9 tháng 4 năm 1910 – 1 tháng 12 năm 1911)
- Chuẩn đô đốc Juzaburo Ushida (1 tháng 12 năm 1911 – 1 tháng 12 năm 1912)
- Chuẩn đô đốc Seinosuke Tōgō  (1 tháng 12 năm 1912 – 1 tháng 4 năm 1913)
- Phó đô đốc Tomojirō Chisaka (1 tháng 4 năm 1913 – 1 tháng 12 năm 1913)
- Phó đô đốc Yasujirō Nagata  (1 tháng 12 năm 1913 – 1 tháng 12 năm 1914)
- Chuẩn đô đốc Eitarō Kataoka  (1 tháng 12 năm 1914 – 1 tháng 4 năm 1915)
- Chuẩn đô đốc Tokutarō Hiraga (1 tháng 4 năm 1915 – 1 tháng 4 năm 1916)
- Chuẩn đô đốc Yushichi Kanno  (1 tháng 4 năm 1916 – 1 tháng 12 năm 1917)
- Chuẩn đô đốc Masaki Nakamura (1 tháng 12 năm 1917 – 25 tháng 9 năm 1918)
- Phó đô đốc Kenzo Kobayashi  (25 tháng 9 năm 1918 – 10 tháng 11 năm 1918)
- Chuẩn đô đốc Hisamori Taguchi (10 tháng 11 năm 1918 – 10 tháng 11 năm 1920)
- Phó đô đốc Kosaburō Uchida  (10 tháng 11 năm 1920 – 1 tháng 12 năm 1922)
- Phó đô đốc Yukichi Shima  (1 tháng 12 năm 1922 – 1 tháng 12 năm 1923)
- Chuẩn đô đốc Tanin Ikeda  (1 tháng 12 năm 1923 – 1 tháng 12 năm 1924)
- Đô đốc Zengo Yoshida  (1 tháng 12 năm 1924 – 15 tháng 4 năm 1925)
- Phó đô đốc Shigeru Matsuyama (20 tháng 11 năm 1925 – 1 tháng 12 năm 1926)
- Chuẩn đô đốc Shiba Shibayama  (1 tháng 12 năm 1926 – 10 tháng 12 năm 1928)
- Phó đô đốc Yutaka Arima  (10 tháng 12 năm 1928 – 1 tháng 5 năm 1929)
- Phó đô đốc Shigeru Kokuno (1 tháng 5 năm 1929 – 1 tháng 11 năm 1930)
- Phó đô đốc Umatarō Tanimoto (1 tháng 11 năm 1930 – 1 tháng 12 năm 1931)
- Chuẩn đô đốc Fuchina Iwaihara  (1 tháng 12 năm 1931 – 15 tháng 11 năm 1933)
- Chuẩn đô đốc Shigekazu Nakamura (15 tháng 11 năm 1933 – 16 tháng 11 năm 1936)
- Phó đô đốc Ichirō Ono  (16 tháng 11 năm 1936 – 25 tháng 9 năm 1937)
- Phó đô đốc Kanji Ugaki (25 tháng 9 năm 1937 – 22 tháng 10 năm 1938)
- Phó đô đốc Morikazu Osugi  (22 tháng 10 năm 1938 – 15 tháng 11 năm 1939)
- Phó đô đốc Kiyohide Shima  (15 tháng 11 năm 1939 – 15 tháng 10 năm 1940)
- Phó đô đốc Naomasa Sakonjō  (15 tháng 10 năm 1940 – 11 tháng  năm 1941)
- Chuẩn đô đốc Kiyoshi Hamada  (11 tháng  năm 1941 – 10 tháng 6 năm 1942)
- Chuẩn đô đốc Sokichi Takagi  (10 tháng 6 năm 1942 – 25 tháng 9 năm 1943)
- Chuẩn đô đốc Akira Sone  (25 tháng 9 năm 1943 – 11 tháng 9 năm 1944)
- Chuẩn đô đốc Shinichi Torigoe  (25 tháng 9 năm 1944 - Sep 1945)